# 安特勒 (北达科他州)
安特勒（英語：Antler），是美国北达科他州下属的一座城市。根据2010年美国人口普查，该市有人口27人。